# Tomicodon abuelorum
Tomicodon abuelorum is een  straalvinnige vissensoort uit de familie van schildvissen (Gobiesocidae). De wetenschappelijke naam van de soort is voor het eerst geldig gepubliceerd in 1990 door Szelistowski.
De soort staat op de Rode Lijst van de IUCN als Bedreigd, beoordelingsjaar 2007. De omvang van de populatie is volgens de IUCN dalend.